# ベル 204・205
ベル 204・205
- 用途：汎用 (軽輸送, 連絡, 観測, 捜索救難など)
- 分類：ヘリコプター
- 設計者：ベル・エアクラフト
- 製造者：　
  - ベル・エアクラフト→ベル・ヘリコプター
  - アグスタ
  - ドルニエ
  - 富士重工業
  - 漢翔航空工業
- 運用者：
- 初飛行：1956年10月 (XH-40)[1]
- 生産数：16,000機以上 (派生型を含む)[2]
- 運用開始：1959年6月 (HU-1A)[3]
- 派生型：

  - ベル 212
    - アグスタ-ベル 212ASW

  - ベル 412
    - UH-2

  - ベル 214
    - ベル 214ST

ベル モデル204（Bell Model 204）はベル・エアクラフトが開発した汎用ヘリコプター。また小改正型のモデル205も本項目であわせて扱う。
2枚ブレードのシーソー・ローターを装備した単発のタービン・ヘリコプターであり、アメリカ軍でUH-1（当初はHU-1）として採用されたのを端緒として、世界的に広く用いられている。

## 来歴

### 開発に至る経緯
ベル・エアクラフトは、創業者であるローレンス・ベル自身の意向もあって、早くからヘリコプターの開発に着手していた。1946年にはモデル47が連邦航空局（FAA）の型式証明を取得、市販を許された世界初のヘリコプターとなり、1948年にはアメリカ陸軍も同機をH-13として制式採用した。しかし同機は飛行性能は優秀で信頼性も高い一方で搭載量が少ないという問題があり、ベル社は一回り大型のヘリコプターとしてモデル48の開発を試みたものの、欠陥があって実用化には至らなかった。また同機を含む初期のヘリコプターが動力源としていたレシプロエンジンは、馬力とサイズの割に重すぎるという問題があり、各国でターボシャフトエンジンの実用化が志向されていた。
世界で初めてターボシャフトエンジンを搭載した実用機として登場したのがフランスのシュド・エスト SE.3130で、1956年より生産を開始した。その動力源であるチュルボメカ アルトウステは、アメリカ合衆国でもコンチネンタル CAE T51としてライセンス生産された。ベル社は、1機のH-13Gを改造して、動力源をXT51に変更したプロトタイプとして製作した。同機は社内呼称としてはモデル201、陸・空軍向けのタービンヘリ実証機としてはXH-13Fと称され、1954年10月に初飛行した。
一方、アメリカ陸軍のH-13ヘリコプターは朝鮮戦争で軽輸送や負傷者後送（CASEVAC）に活躍しており、これを踏まえて、陸軍は1952年より新しい汎用ヘリコプターの導入計画に着手、1953年11月には仕様が定められていた。ベル社は、モデル48・201で得られた成果を踏まえて、この仕様に合ったターボシャフト・ヘリコプターの開発に着手した。これがモデル204であり、1955年6月に陸軍の次期汎用ヘリコプターに選定された。

### 設計の変遷
陸軍はまずモデル204にXH-40の軍用試作名を付与して3機を発注、試作1号機は1956年10月22日に初飛行した。またその初飛行の前に、既に小改正型6機が追加発注されており、こちらはYH-40と称されて、1958年8月より引き渡しが開始された。
YH-40の成績も良好だったが、改善すべき事項は少なくなく、装備化にあたってはこれらの改善事項を反映することが条件とされた。試験が進んでいる最中に陸軍の命名規則が変更され、XH-40はXHU-1、YH-40はYHU-1に改称された。そして生産型はHU-1Aと称されることになり、まず先行量産型9機が発注され、1959年6月30日より引き渡しが開始された。
1959年6月には、早くもHU-1Aの強化型であるHU-1Bの試作機が発注され、1960年4月27日に初飛行、量産機も1961年3月より引き渡しが開始された。その民間モデルはモデル204Bと称され、1963年4月4日にFAAの型式証明を取得した。
モデル204を基に胴体を延長した発展型がモデル205で、まずアメリカ陸軍向けのUH-1Dとして製品化された。試作機であるYUH-1Dは1960年7月に発注されて1961年8月16日に初飛行、量産型であるUH-1Dは1963年5月より引き渡しが開始された。また生産は後に改良型のUH-1Hに移行し、アメリカ陸軍への引き渡しは1967年9月より開始された。その民間モデルはモデル205A-1と称される。
モデル205の発展型として、富士重工業がベル社と共同で開発したのがアドバンスド205A-1で、後にモデル205Bと称されるようになった。試作機は1988年4月23日に初飛行し、陸上自衛隊向けのUH-1Jは1993年9月より引き渡しが開始された。モデル205Bの設計は、ベル社がライカミング社と共同で計画したアップグレード規格であるヒューイIIに準拠しており、ベル社自身も同規格の機体をセールスしている。

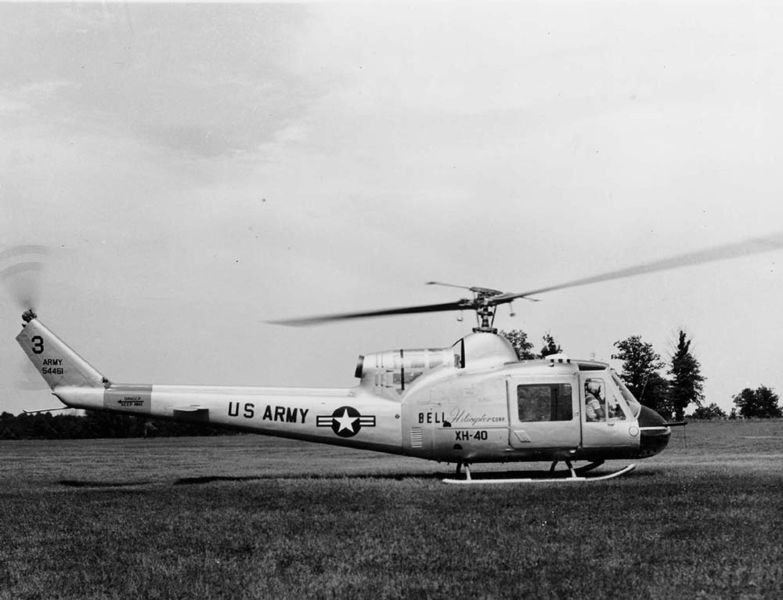
XH-40
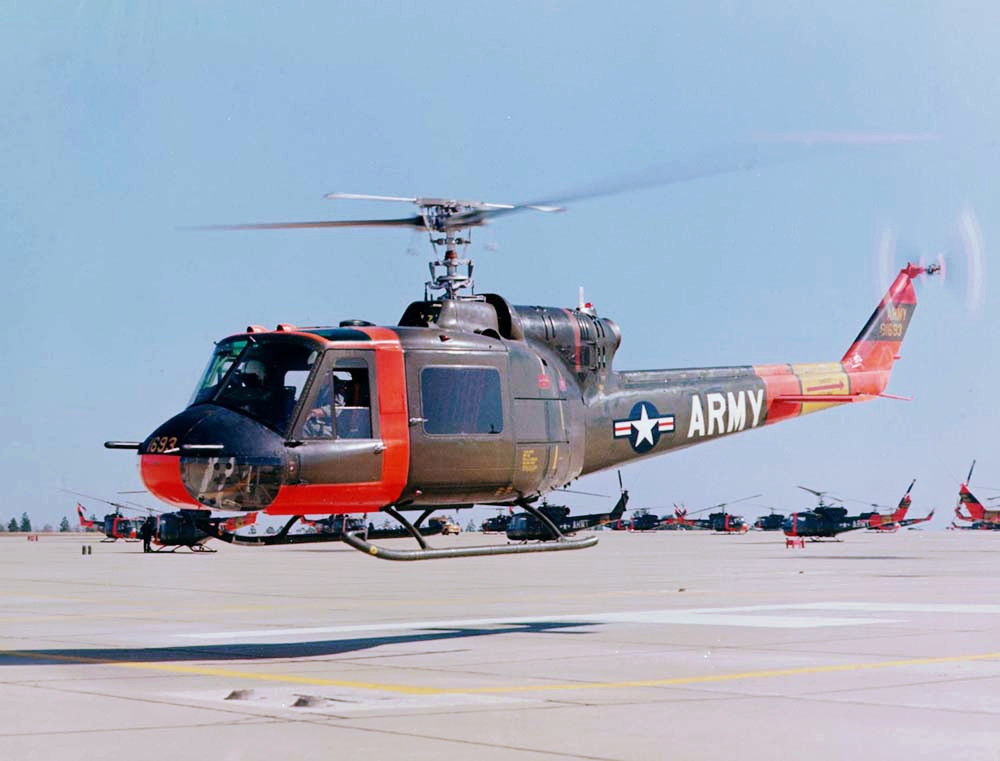
UH-1A
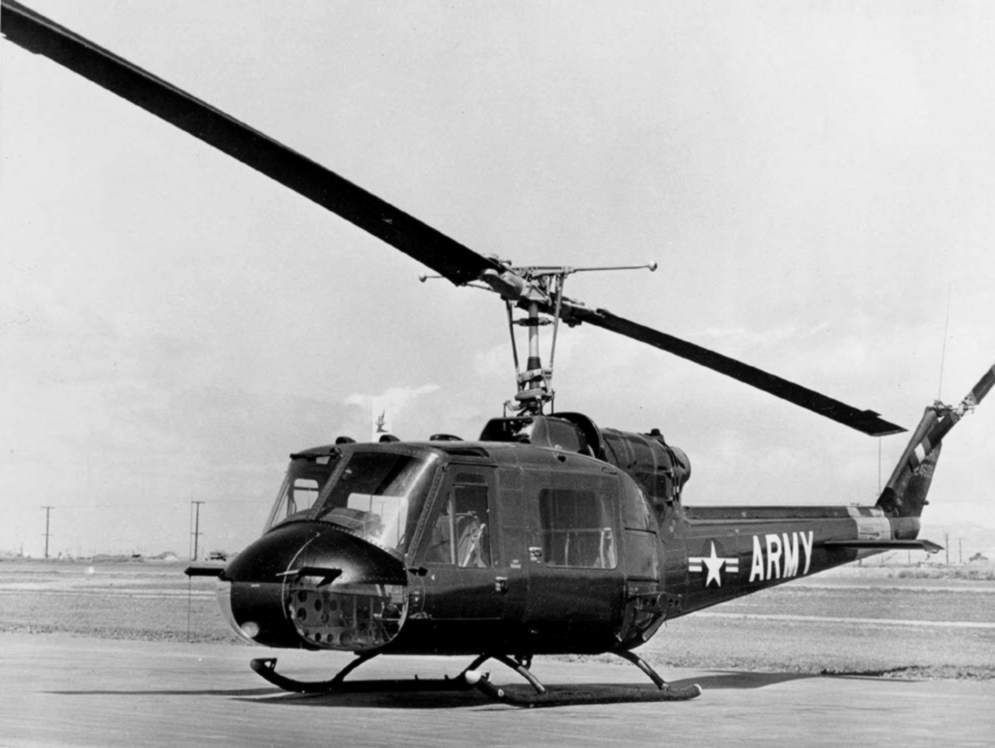
UH-1B
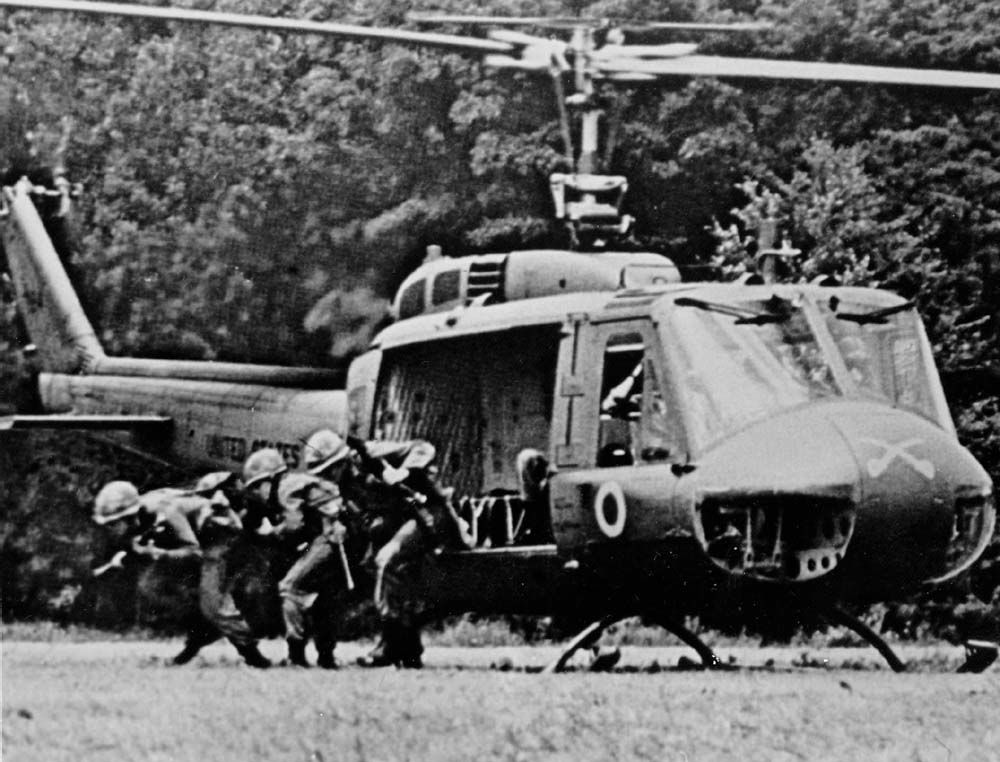
UH-1D
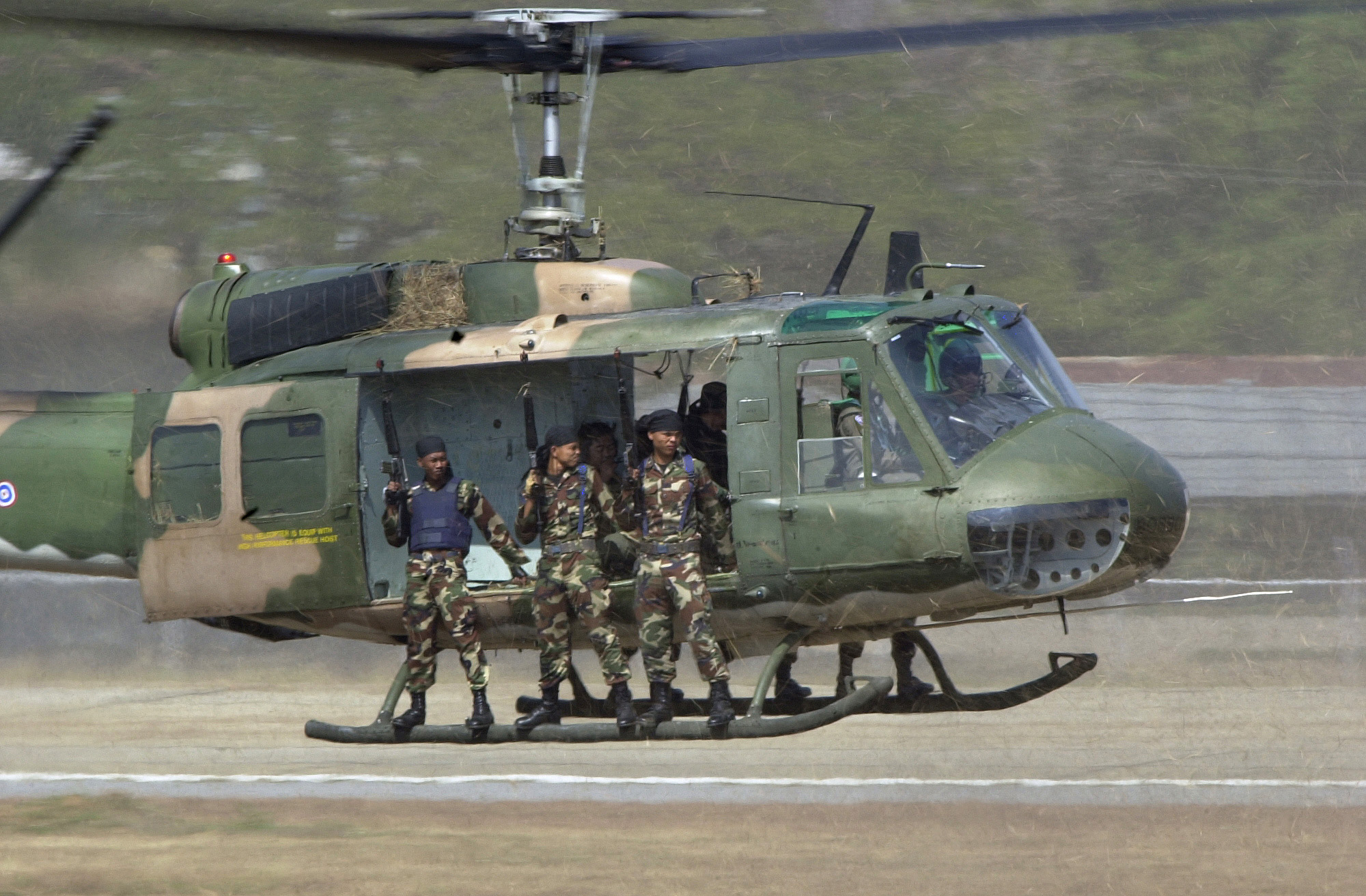
UH-1H
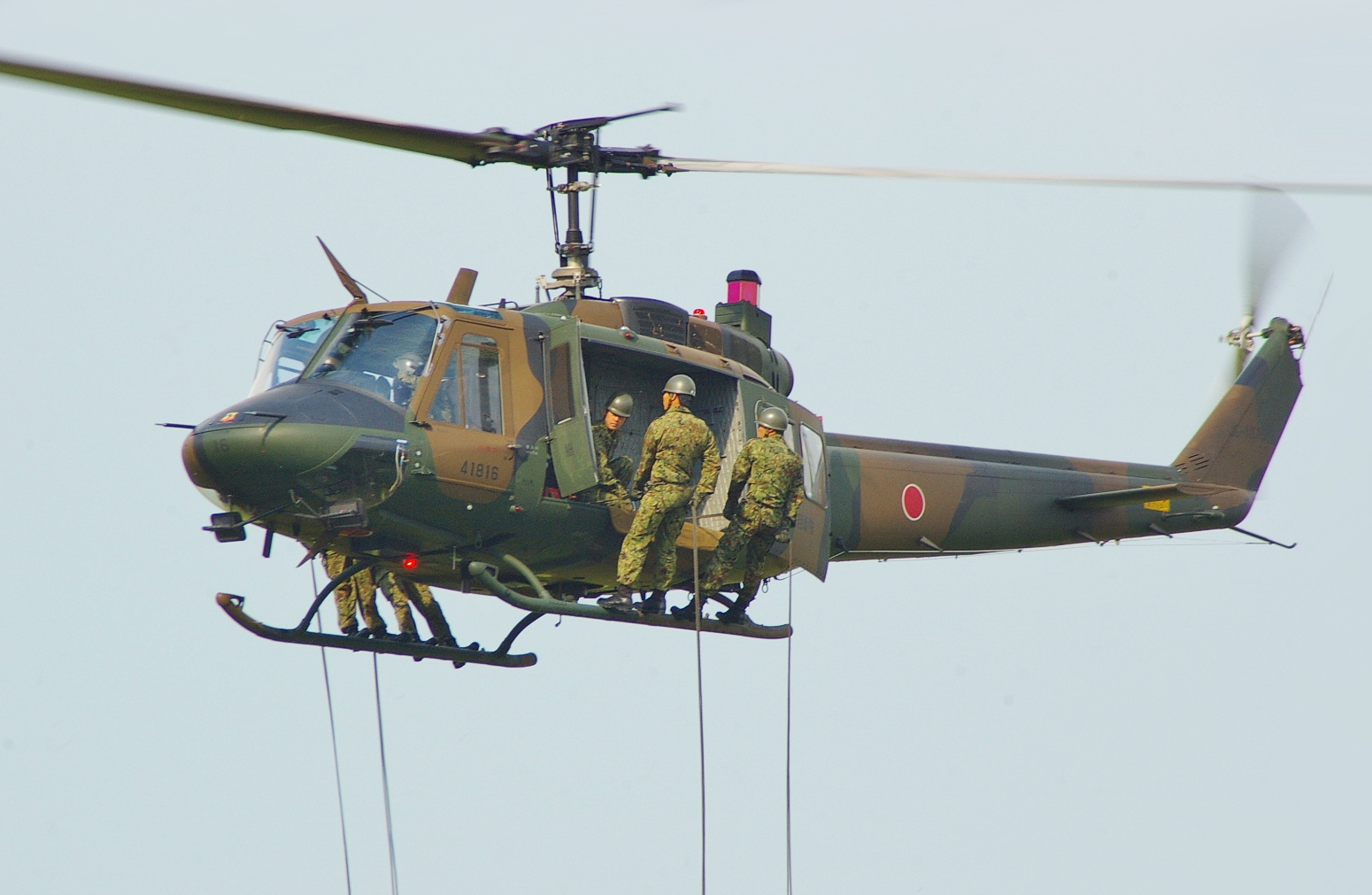
UH-1J

## 設計

### 基本構造
モデル204・205は、トランスミッションを挟んで前方にポッド形の胴体、後方にテイルブーム部分を配置する、いわゆる「ポッド・アンド・ブーム」（pod and boom）配置を採用している。これはモデル47と同様だが、モデル204・205では機体構造をセミモノコック方式として、より近代的な設計となった。
胴体は、底部を走る2本のビーム（梁）と、トランスミッション部の隔壁、金属製の外板を主な構造体とする。主要な材料はいずれもアルミニウム合金だが、部分的に鋼も使用されている。モデル204の胴体では、機首側に正・副操縦士席、その後方にキャビン（前後長1.52 m×幅2.31 m×高さ1.40 m）、その更に後方にトランスミッションやエンジンが秩序よく並んでおり、キャビンは左右素通しの状態だった。この設計では搭乗可能人数は6名であり、1個小銃分隊（陸軍では10名、海兵隊では13名）を1機で運ぶには足りないほか、CASEBAC任務のためストレッチャーを搭載する場合も横方向にしか配置できないという問題があった。ベル社では搭乗可能人数を14名に増やすことを目指して、外向きのベンチシートを7席ずつ搭載したポッドを胴体両舷に装着する設計を検討し、HU-1Cと仮称されたが、採択されなかった。モデル205では胴体を延長するとともにキャビンをトランスミッションの左右に至るまで後方にも延長し、キャビン前後長2.56 mとして搭乗可能人数を14名に増やしたが、トランスミッション隔壁がキャビン内に張り出して、キャビン床面は凹字形となった。CASEBAC任務に用いる場合、この張り出し部を挟んで両舷に3段のストレッチャーを設置し、計6床を縦方向に配置できるようになった。
キャビンの両舷には、大きな後方スライド式のドアが設けられている。モデル204では縦横ともキャビンの内寸と合致していたが、モデル205ではキャビンが前後に長くなったため、スライド式ドアの前方に、前方ヒンジ外開き式の補助扉が増設された。なお応力を胴体側面に負担させない構造となっているため、スライド式ドアは取り外したり開け放った状態でも飛行可能である。
なお、操縦席前方のノーズ（機首）部は通信機器や前部バッテリーの収容に用いられている。モデル205Bでは、モデル212と同様にやや長く鋭い形態に変更されており、機器の増加や空力性能の改善などの恩恵があった。

### 動力系統
モデル204・205は、ターボシャフトエンジン搭載ヘリコプターとしては最初期の機体でありつつ、その基本レイアウトを確立した機体である。

#### エンジン
モデル204・205は、ごく一部の例外を除いてライカミング T53を搭載している。これは世界で初めてヘリコプターへの搭載を前提として（固定翼機などからの転用ではなく）設計されたエンジンであり、1952年にアメリカ陸軍のヘリコプター用エンジンの競作に勝利していた。
モデル204系列の機体のうち、XH-40では制式採用前のXT53-L-1（定格出力700 shp）、生産型であるHU-1A（UH-1A）では当初T53-L-1A（860 shpを770 shpに減格使用）が搭載された。HU-1A（UH-1A）生産15号機からはT53-L-5（960 shp）に変更され、HU-1B（UH-1B）でもしばらくこれが踏襲されたが、後にT53-L-9または11（1,100 shp）に変更された。また富士-ベル204B-2ではT53-L-13（1,400 shp）が搭載された。
モデル205系列でもエンジンは基本的に同様で、UH-1DではT53-L-11、UH-1Hやモデル205ではT53-L-13が搭載された。一方、ヒューイII規格の機体ではより大出力のエンジンに変更されており、モデル205BではT53-L-703（1,800 shp）、富士-ベル205B（UH-1J）ではT53-K-703（定格出力1,485 shp）が搭載された。
なおモデル204系列の機体のうち、アメリカ空軍が発注したUH-1Fでは、空軍がHH-3向けにゼネラル・エレクトリック T58の在庫を抱えていたこともあって、T58-GE-3（1,325 shp）が搭載された。またアグスタでライセンス生産された機体（AB.204B）も、ブリストル・シドレーがT58をライセンス生産したグノームを搭載することが多かった。グノームH.1200（出力1,250 shp）を搭載して1,100 shpに減格使用するのが通例だったが、T53-L-11やT58-GE-3を搭載することもできた。

#### ローター
モデル204・205では、重心上にメインギアボックスを含むトランスミッションを配置し、後方のエンジンからドライブシャフトが延びている。メインローター・マストはメインギアボックスの上に、前方に5度傾けて建てられている。
メインローターは、いずれも2枚ブレードのシーソー・ローターを標準としている。またベル社製の2枚ブレード機に独特の仕掛けとしてスタビライザー・バーが装着されている。当初はモデル47と同様にメインローターの下側に装着されていたが、XH-40の3号機で上側に移され、以後はその配置となった。
メインローター・ブレードについては、実用機としては初めて、完全な互換性をもつ全金属製ローターが採用された。アルミニウム合金製の桁を有し、前縁はステンレス鋼製として耐蝕性を持たせている。またUH-1B以降、桁から後ろはアルミニウム合金製・ハニカム構造の心材にガラス繊維強化プラスチック（GFRP）の被膜を被せた構造となった。全体に10％のねじり下げがついて揚力分布を適正化、翼端渦の発生を減らしている。平面形は単純な長方形だが、後縁に固定タブが付された。
テイルローターも2枚ブレードで、テイルブーム後端の垂直尾翼の上部側面に設けられている。当初は左舷側に設けられていたが、富士-ベル204B-2では右舷側に設けられており、ベル社製の機体でも、UH-1Hの後期生産型および民間型（モデル205A-1）では右舷側に設けられた。

## アメリカ国外での生産

### イタリア
イタリアのアグスタ社は1961年よりモデル204Bのライセンス生産を開始し、アグスタ-ベル204B（AB 204B）と称された。また哨戒ヘリコプター仕様のAB 204ASも開発されており、ARI-5955レーダーと吊下式ソナーを装備し、Mk.44短魚雷2発を搭載可能であった。
アグスタ社は、後にはUH-1Dとほぼ同設計の機体をAB 205として生産したほか、1969年からは、UH-1H相当の機体をAB 205A-1として生産し始めた。

### ドイツ
西ドイツのドルニエは、1967年2月から1981年にかけて352機のUH-1Dをライセンス生産し、ドイツ陸・空軍に納入した。これらの機体は2021年4月12日までに運用を終了した。

### 台湾
台湾の漢翔航空工業（AIDC）は、1970年から1976年にかけて118機のUH-1Hをライセンス生産し、中華民国陸軍に納入した。中華民国陸軍での運用は2019年10月30日までに終了したが、一部の機体は国交がある他国に寄贈された。

### 日本
ベル社は極東でのベル・ヘリコプターの生産・販売を三井物産に委託する方針であり、モデル47では川崎航空機工業を下請けとして生産・販売が行われていた。しかし川崎は、タービン・ヘリコプターはより大型の機種が主流になると考えて、ベル社ではなくバートル社と組んでV-107-IIを生産することとしたため、中型ヘリコプターについては富士重工業が生産元となった。
1960年6月、富士重工業とベル社とで技術提携・再実施権契約が締結され、1961年には陸上自衛隊向けのHU-1B（後のUH-1B）の生産を受注、1964年には民間型であるモデル204Bの生産に着手した。富士で生産された民間向けの機体は富士-ベル 204Bと称され、34機が生産された。従来、民間の物量空輸会社で用いられてきたシコルスキー S-58・62と比べて整備点検が容易で地上サポート用機材も少ないことなどが高く評価され、朝日ヘリコプターや全日本空輸など市場を開拓したほか、警視庁を皮切りに警察航空隊でも採用された。また1969年からは、富士の社有機である204Bを改造して小型の主翼を取り付けた有翼ヘリコプター実験機XMHが製作され、同年3月に初飛行し、1973年にかけて飛行試験が行われた。
1973年7月17日には、陸自向けに富士で生産されたHU-1H（後のUH-1H）の1号機が初飛行しており、これは富士-ベル205A-1の自衛隊仕様と位置付けられた。また同年10月には、204Bをベースに205A-1と同じT53-K-13エンジンを搭載するなどした日本独自の改良型として富士-ベル204B-2が開発され、1990年までに22機が生産された。
また富士はベル社と共同でUH-1Hの発展型の開発にも着手し、1988年4月23日には試作機（機体記号N19AL）がテキサス州で進空した。この機体は、ライセンス契約に基づいてヒューイII規格に準拠した設計となっており、当初はアドバンスト・モデル 205A-1と称されていたが、1989年12月6日にFAAの型式証明を取得する際にモデル 205Bとされた。これは元来、陸自向けのHU-1H改の開発計画の一環として行われたものであり、計画通り陸自にUH-1Jとして納入されたほか、民間向けにも富士-ベル205Bとしてセールスされた。